# Красная Слобода (Малосавинский сельсовет)
Красная Слобода (бел. Чырво́ная Слабада́) — деревня в Дубровенском районе Витебской области Республики Беларусь. В составе Малосавинского сельсовета.

## География
Пролегает дорога Н-2700.
Ближайшие населённые пункты Гураки, Малое Савино, Хондоги и др.

### Гидрография
Протекает река Бобровка.

## История

### Великое Княжество Литовское
Деревня Красная Слобода в составе Оршанского уезда Витебского воеводства Великого Княжества Литовского известна как Дурная Слобода с XVIII века в собственности Костела Пресвятой Троицы и монастыря тринитариев в Орше, имение Россасно.

### В составе Российской империи
В результате первого раздела Речи Посполитой 28 мая 1772 года Красная Слобода в составе Российской империи, в Оршанском уезде Могилёвской губернии. 9 октября 1772 года образована Оршанская провинция. С 22 марта 1777 года по 10 января 1778 года в составе Оршанского уезда Могилёвской губернии (Могилёвское наместничество, 10 января 1778 — 12 декабря 1796). С 12 декабря 1796 по 27 февраля 1802 года Оршанском уезде Белорусской губернии. С 27 февраля 1802 года Красная Слобода в Оршанском уезде Могилёвской губернии.
26 декабря 1861 года местечко Горки перевели в состояние уездного города и образовали из частей Оршанского, Могилёвского и упраздненного Копысского уездов Горецкий уезд. Красная Слобода оказалась в составе Дубровенской волости Горецкого уезда.
В 1886 году в Дубровенской волости Горецкого уезда Могилёвской губернии. Дурная Слобода, село бывшее владельческое, дворов 23, жителей 170, церковь православная, богадельня.
В 1910 году крестьяне владели 308 десятинами земли, церковь — 45 десятинами земли. Князь Евгений Адольф Любомирский владел 320 десятинами земли и трактиром (Карчма Дурная) на старом пути из Орши в Смоленск. Два раза в год устраивались ярмарки.
За подвиг у этой деревни (разгром немцев путём вызова огня «на себя») капитан В. А. Сапрыкин был награждён званием Героя Советского Союза.

## Население

### Численность
- 2009 год — 20 жителей

### Динамика
- 1857 год — 122 жителей[6]
- 1886 год — Дурная Слобода, село бывшее владельческое, дворов 23, жителей 170[7]
- 1897 год — 37 домов, 256 жителей
- 1910 год — село: 60 домов, 176 мужчин, 174 женщин; Карчма Дурная: 1 дом, 3 мужчины, 2 женщины
- 1999 год — 46 жителей (перепись населения)
- 2009 год — 20 жителей (перепись населения)[7]

## Достопримечательность
- Братская могила (1944)[8] —  Историко-культурная ценность Республики Беларусь, шифр 213Д000477.

Расположена на южной окраине деревни, около дороги Н-2700. В братской могиле захоронено более 2280 воинов, погибших в годы Великой Отечественной войны на территории деревень Бески, Гураки, Никольщина, Петьки, Слобода. В 1956 году поставлен памятник — скульптура воина на фоне обелиска. Высота 5,5 м. По бокам плиты с именами похороненных. Среди них Герои Советского Союза И. А. Буканов и В. А. Сапрыкин.

### Утраченное наследие
- Николаевская церковь. К церкви были приписаны деревни Гураки, Волкулаково, Хондоги[9].